# Vojislav Šešelj
Vojislav Šešelj, né le 11 octobre 1954 à Sarajevo (Yougoslavie, aujourd'hui Bosnie-Herzégovine), est un homme politique et criminel serbe, président du Parti radical serbe depuis les années 1990. 
Un acte d'accusation est porté contre lui devant le Tribunal pénal international pour l'ex-Yougoslavie pour violation des coutumes de la guerre et crimes de guerre en Bosnie-Herzégovine durant les guerres de Yougoslavie. Il est acquitté des charges en première instance le 31 mars 2016. Cependant, le 11 avril 2018, il est condamné à 10 ans de prison pour de multiples crimes.

## Biographie

### Carrière politique
Vojislav Šešelj a grandi à Sarajevo et a obtenu un doctorat à l'Université de Belgrade en 1979. Il a été chargé de cours à la faculté des sciences politiques de Sarajevo jusqu'au printemps 1982. En raison de ses prises de position contre des intellectuels bosniaques (Atif Purivatra, Hasan Susic, Omer Ibrahimagic), également enseignants à la faculté de sciences politiques de Sarajevo, qu'il qualifie de « panislamistes » et pour avoir dénoncé le plagiat dont s'est rendu coupable un dirigeant communiste de Sarajevo, Branko Miljus, pour l'obtention de son diplôme universitaire de second cycle, Vojislav Šešelj est exclu de la Ligue des communistes de Yougoslavie le 4 décembre 1981 et écarté de l'enseignement au printemps 1982. Au début des années 1980, Vojislav Šešelj fréquente les milieux dissidents à Belgrade. En 1984, les autorités communistes l'ont accusé d'« activités contre-révolutionnaires » et l'ont condamné à huit ans de prison. Les autorités communistes lui reprochent le contenu d'un manuscrit non publié dans lequel il préconise la réorganisation de la fédération yougoslave en quatre républiques : Serbie, Macédoine, Croatie et Slovénie ; ainsi que la suppression des provinces autonomes de Voïvodine et du Kosovo. Il ne purgera qu'un an et dix mois de prison.
Ayant obtenu un passeport en 1989 après trois années d'interdiction, Šešelj se rend aux États-Unis, où le pope Momčilo Đujić, l'un des chefs tchetniks durant la Seconde Guerre mondiale, lui décerne le titre de « voïvode des Tchetniks ». Il est déchu de ce titre en 1998, à cause de sa collaboration avec le Parti socialiste serbe de Slobodan Milošević.
Šešelj fonde en janvier 1990 le Mouvement libertaire serbe (Srpski slobodarski pokret) avant de rejoindre en mars 1990 le Mouvement serbe du renouveau (Srpski Pokret Obnove). Plus tard, il rompt avec ce parti pour créer le 18 juin 1990 le Mouvement tchetnik serbe (Srpski cetnicki pokret) dont l'objectif est la création d'une Grande Serbie regroupant tous les pays de la Yougoslavie : la Serbie, la Macédoine, le Monténégro, la Bosnie-Herzégovine, la ville de Dubrovnik, la Dalmatie, la Lika, le Kordun, la Banija, la Slavonie et la Baranja.
Le 23 février 1991, le Mouvement tchetnik serbe et la majorité des comités locaux du Parti radical populaire s'unissent pour fonder le Parti radical serbe (SRS). Ce dernier entretient des relations amicales avec le Parti socialiste serbe jusqu'en septembre 1993, quand il se brouille avec Milošević. Šešelj fait plusieurs séjours en prison en 1994 et 1995[réf. nécessaire].
Après s'être rapproché de Milošević, Šešelj a été vice-président du gouvernement serbe entre 1998 et 2000. Lors de la guerre du Kosovo en 1999, son parti fut le seul, après trois mois de bombardements, à refuser de capituler face aux forces de l'OTAN.[réf. nécessaire]

### Procédure devant le TPIY
Le 23 février 2003, Šešelj se livre au TPIY, qui a retenu contre lui « huit charges de crimes contre l'humanité et six charges de violations des lois et coutumes de la guerre pour sa participation à une entreprise criminelle collective »[réf. souhaitée]. Les faits qui lui sont reprochés se sont déroulés entre 1991 et 1995, durant la guerre de Croatie en Krajina et Slavonie occidentale, et durant la guerre de Bosnie. Il aurait ainsi participé à la purification ethnique lors de ces conflits.
Il est accusé d'avoir recruté, formé, financé des miliciens serbes qui ont commis des massacres ; d'avoir tenu, en tant que leader ultra-nationaliste, dans les médias ou devant ses troupes, des propos incitant à la violence, à la persécution de civils et au crime ; d'avoir participé à l'élaboration de l'assaut de plusieurs villes en Bosnie, et l'expulsion de leurs habitants non-serbes. Il aurait bénéficié du soutien de Milošević dans ces entreprises.
Incarcéré par le TPIY, Šešelj se met en grève de la faim le 10 novembre 2006, car le tribunal voulait lui imposer son avocat à la suite de sa défense basée sur l'obstruction du procès et l'utilisation de sa retransmission sur internet comme tribune pour sa campagne politique. Il est hospitalisé le 29 novembre dans un état physique inquiétant. Finalement, le tribunal lui accorde le droit de se défendre tout seul.
Le 7 mars 2012, le Procureur requiert contre Vojislav Šešelj une peine de 28 ans d'emprisonnement.
En août 2013, le TPIY décide de dessaisir un des juges du procès de Vojislav Seselj en raison de partialité affichée en faveur de la condamnation de l'accusé. Cet événement constitue une première pour la juridiction internationale.
En 2014, à la suite d'un grave problème de santé (cancer du côlon), il est libéré pour des raisons humanitaires.
Le 31 mars 2016, la Chambre de première instance du TPIY acquitte Vojislav Seselj de l'ensemble des charges de crimes contre l'humanité et crimes de guerre. La juge Flavia Lattanzi (it) écrit une opinion partiellement dissidente afin de signifier son désaccord avec certains points de la décision.
Le 11 avril 2018, le Mécanisme pour les Tribunaux pénaux internationaux infirme partiellement le jugement de 1re instance. Vojislav Šešelj est définitivement reconnu coupable de crimes contre l'humanité constitués par des « persécutions », « expulsions », « transferts forcés » de populations. Condamné à une peine de dix ans d'emprisonnement, il a, à la date du prononcé du verdict, déjà purgé sa peine (détention provisoire décomptée).
Après sa libération, il reprend les rênes du Parti radical serbe. Ce dernier est cependant marginalisé et « sert tout au plus d’épouvantail sur le flanc droit de M. Vučić », relèvent les journalistes Jean-Arnault Dérens et Laurent Geslin.

### Autres activités
En 2016, Vojislav Šešelj participe à l'émission de télé-réalité serbe Parovi (en français : « les couples »), programme réalisant des succès d'audience - notamment chez les plus âgés - malgré « l'indignation nationale » provoquée dans le même temps en raison de scènes de violence et de sexe diffusées 18h/24. 
En novembre 2018, il est présent sur le plateau d'une émission de télévision serbe, lorsque Ratko Mladić, condamné un an auparavant à la prison à perpétuité par le TPIY, est appelé au téléphone. Ce dernier lui demande alors, sur le ton de la plaisanterie, de venir jouer aux échecs avec lui.